# Агальцов, Филипп Александрович
Фили́пп Алекса́ндрович Агальцо́в (8 (20) января 1900, село Солдатское, Ефремовский уезд, Тульская губерния, ныне Ефремовский район, Тульская область — 29 июня 1980, Москва) — советский военачальник, Маршал авиации (28 апреля 1962), генерал бригады Народного Войска Польского. Герой Советского Союза (21 февраля 1978).

## Начальная биография
Филипп Александрович Агальцов родился в семье крестьянина 8 (20) января 1900 года в селе Солдатское Ефремовского уезда Тульской губернии ныне Ефремовского района Тульской области. Русский. Работал по найму в селе, затем приехал в Петроград и устроился на Обуховский завод.

## Военная служба

### Гражданская война
В июле 1919 году был призван в Красную Армию и направлен пулемётчиком 1-го отдельного Коммунистического батальона. В том же году вступил в ряды РКП(б). В июле 1920 года был назначен на должность командира пулемётного отделения 487-го стрелкового полка (24-я стрелковая дивизия, Западный фронт). Принимал участие в боевых действиях против польской армии, а также войск под командованием атамана С. Петлюры, генерала С. Н. Булак-Балаховича и отрядов Нестора Махно.

### Межвоенное время
В январе 1923 года был назначен на должность политрука роты в составе 72-го стрелкового полка (24-я стрелковая дивизия). В мае того же года был направлен на учёбу в Киевскую военно-политическую школу, после окончания которой с июля 1925 года служил на должностях политрука полковой школы, секретаря партийного бюро 7-го артиллерийского полка (7-я стрелковая дивизия, Украинский военный округ), дислоцированного в Конотопе.
В октябре 1929 года был направлен на учёбу в Военно-политическую академию РККА имени Н. Г. Толмачёва, после окончания которой в апреле 1932 года был назначен на должность комиссара 9-й истребительной авиационной эскадрильи ВВС Белорусского военного округа, дислоцированной в Смоленске, а в апреле 1933 года — на должность комиссара 35-й тяжёлой бомбардировочной авиационной эскадрильи.
В 1934 году Агальцов окончил курсы лётчиков при 1-й Качинской военной школе лётчиков имени А. Ф. Мясникова и в апреле 1935 года был назначен на должность заместителя начальника политотдела 114-й авиационной бригады (Белорусский военный округ), дислоцированной в Гомеле.
С мая 1937 по ноябрь 1938 года полковой комиссар Филипп Александрович Агальцов добровольно принимал участие в Гражданской войне в Испании, находясь на должности комиссара ВВС Испанской республиканской армии.
После возвращения в СССР в декабре 1938 года был назначен на должность члена Военного совета ВВС РККА, а в августе 1940 года — на должность командира 50-го ближнебомбардировочного авиационного полка в составе Прибалтийского военного округа с понижением в воинском звании при переаттестации до полковника.

### Великая Отечественная война
С началом войны Филипп Александрович Агальцов находился на прежней должности. Полк под его командованием в составе Северо-Западного фронта принимал участие в оборонительных сражениях в Прибалтике.
В августе 1941 года Агальцов был отозван с фронта и назначен на должность начальника Тамбовской школы военных авиационных специалистов.
В марте 1943 года был назначен на должность командира 292-й штурмовой авиационной дивизии, принимавшей участие в ходе Курской битвы, Белгородско-Харьковской операции, форсировании Днепра, а также в Кировоградской, Корсунь-Шевченковской и Львовско-Сандомирской операциях.
В феврале 1944 года дивизия под командованием Агальцова была преобразована в 9-ю гвардейскую. В декабре того же года был назначен на должность командира 1-го Польского смешанного авиационного корпуса, и вскоре ему было присвоено звание генерала бригады Войска Польского. Принимал участие в Висло-Одерской и Берлинской наступательных операциях.

### Послевоенная карьера
В декабре 1945 года Филипп Александрович Агальцов был назначен на должность командира 4-го штурмового авиационного корпуса, в феврале 1947 года — на должность командующего 16-й воздушной армией, в июне 1949 года — на должность 1-го заместителя, в апреле 1953 года — на должность заместителя Главнокомандующего Военно-воздушными силами, в мае 1956 года — на должность генерал-инспектора Военно-воздушных сил Главной инспекции Министерства обороны СССР, в феврале 1958 года — на должность заместителя главнокомандующего Военно-воздушными Силами по боевой подготовке, а в декабре 1960 года — одновременно на должность начальника боевой подготовки ВВС. Агальцов участвовал в ходе испытания и внедрения новой авиационной техники.
В апреле 1962 года был назначен на должность командующего Дальней авиацией ВВС. В январе 1969 года был освобождён от занимаемой должности и в марте того же года отправлен в отставку, однако постановлением Политбюро ЦК КПСС от 21 декабря 1970 года приказ об увольнении в отставку был отменён и в январе 1971 года был назначен на должность военного инспектора-советника Группы генеральных инспекторов Министерства обороны СССР.
Указом Президиума Верховного Совета СССР от 21 февраля 1978 года за умелое руководство войсками, личное мужество и отвагу, проявленные в борьбе с немецко-фашистскими захватчиками, большой вклад в подготовку и повышение боевой готовности войск в послевоенный период и в связи с 60-летием Советской Армии и ВМФ маршалу авиации Филиппу Александровичу Агальцову было присвоено звание Героя Советского Союза с вручением ордена Ленина и медали «Золотая Звезда» (№ 11290).
Маршал авиации Филипп Александрович Агальцов умер 29 июня 1980 года в Москве. Похоронен на Новодевичьем кладбище.

## Награды
- Медаль «Золотая Звезда» (21.02.1978);
- Четыре ордена Ленина (22.10.1937; 21.02.1945; 17.06.1961; 21.02.1978);
- Орден Октябрьской Революции(22.02.1968)
- Пять орденов Красного Знамени (22.08.1943; 14.09.1943; 03.11.1944; 15.11.1950; 22.02.1968);
- Орден Суворова 2-й степени (27.06.1945);
- Орден Кутузова 2-й степени (09.08.1945);
- Орден Отечественной войны 1-й степени (21.08.1944);
- Орден Красной Звезды (02.03.1938);
- Орден «За службу Родине в Вооружённых Силах СССР» 3-й степени (30.04.1975);
- Медали;

- Иностранные награды:
  - Офицерский крест Ордена Возрождения Польши (Польша, 6.10.1973);
  - Орден «Virtuti Militari» 5-го класса (Польша, 19.12.1968);
  - Орден «Крест Грюнвальда» 3-го класса (Польша, 4.06.1945);
  - Орден Белого Льва «За победу» (Чехословакия, 5.05.1975);
  - Медали Польши, ЧССР, КНР, Монголии.

## Воинские звания
- Полковой комиссар (1935);
- Дивизионный комиссар (31.03.1939; минуя звание бригадного комиссара);
- Полковник (переаттестован в 1940 г., фактически с понижением);
- Генерал-майор авиации (28.05.1943);
- Генерал-лейтенант авиации (1.03.1946);
- Генерал-полковник авиации (8.08.1955);
- Маршал авиации (28.04.1962).

## Память
- Мемориальная доска в Москве на улице Гончарная, дом 26, корпус 1.